# هنري براون بلاكويل
هنري براون بلاكويل (بالإنجليزية: Henry Browne Blackwell)‏ هو ناشط حق المرأة بالتصويت ‏ أمريكي، ولد في 4 مايو 1825 في برستل في المملكة المتحدة، وتوفي في 7 سبتمبر 1909 في دورشستر ‏ في الولايات المتحدة.

## النشأة
ولد هنري بلاكويل في 4 أيار 1825 في بريستول، جولسيستيرشاير، إنجلترا، وكان السابع من بين تسعة أولاد لصامويل بلاكويل وهانا لين بلاكويل. كان والده يعمل في تكرير السكر، وقد تعارض مصدر رزقه هذا مع تأييده لإلغاء الاسترقاق، حيث كان يجري التجارب لإنتاج سكر الشمندر كبديل عن سكر القصب الذي يزرعه العبيد.
وفي عام 1832 هاجرت العائلة المكونة من ثمانية أطفال ومعهم عمتهم ماري إلى الولايات المتحدة. استقرت العائلة بداية في نيويورك، حيث أسس الأب مصفاة لتكرير السكر، وولد الطفل التاسع بالقرب من هناك في مدينة جيرسي.
اهتم الأب بحركة إلغاء العبودية الناشئة، وكان من زوار بيت العائلة وليام لويد جاريسون وغيره من قيادات هذه الحركة.
وشاركت أخت الأب الكبرى آنا بالحراك الناشئ في حقوق المرأة من خلال حضورها مؤتمر المرأة الأمريكية المناهض للعبودية عام 1837، وصياغة رسالته إلى جون كوينسي آدامز لشكره على دعمه لحق المرأة بالمطالبة.
انتقلت العائلة إلى سينسيناتي عام 1838 بعد أن دمر حريق مصفاة العائلة وبعد أن أتت حالة الفوضى عام 1837 على مصادرهم المتبقية، وهناك قرر الأب تأسيس مصفاة جديدة لتكرير السكر. وبعد عدة أشهر توفي الأب تاركاً العائلة معدمة تماما. فافتتحت أم هنري وعمته وثلاثة من أخواته الأكبر مدرسة في المنزل، وعمل هنري ذو الثلاثة عشر ربيعا وأخوه في وظائف مكتبية. وفي عام 1840 أرسل هنري إلى كليه كيمبر في سانت لويس بنيّة أن عليه أن يصبح محامياً، لكن الصعوبات المالية أجبرته على العودة إلى المنزل ووظيفته المكتبية. وفي عام 1845 أصبح شريكاً في مشروع مطحنة للقمح لإنتاج الطحين، أدار فيها عمل ثلاث مطاحن، وتمكن خلال عام من جمع مايكفي من المال لشراء منزل آجري في منطقة والنوت هيلز في سينسيناتي، والذي بقي منزل عائلة بلاكويل حتى انتقالهم شرقاً عام 1856.
وفي بحثه عن عمل يحقق له الاستقلال المادي، حاول هنري لاحقاً بمصفاة تكرير للسكر، وعندما فشل أقنعه ابن عم إنكليزي يزوره بأن يقبل قرضاً ليشتري به مع أخيه سام نصف أسهم شركة خردوات تبيع بالجملة في سينسيناتي. وفي عام 1850 وبعمر الرابعة والعشرين أصبح شريكاً تجاريا متجولاً لكل من كومس وريلاند ولعائلته بلاكويل، حيث كان يقوم برحلات على الخيل نصف سنوية ومدتها شهرين عبر أوهايو وإنديانا وإيلينوي، بائعاً الخردوات لتجار المدن وجامعاً المدفوعات المستحقة للشركة.
كان جميع الأشقاء في عائلة بلاكويل متشربين بفلسفة التطوير الذاتي والعمل من أجل الأفضل للجنس البشري، رافقها اهتمام عميق بالأدب واللغة والموسيقا والفن.
ولشغف هنري الكبير بالأدب، كتب الشعر في أوقات فراغه وكان يحمل معه كتباً باستمرار ليستثمر كل لحظة فراغ بشيء نافع ويطور ذاته. كان هنري من المؤسسين للنادي الأدبي في سينسيناتي حيث ناقش أعضاءه الأدب والقضايا الراهنة وقتها. قام هنري وزميله في النادي إينسورث ر. سبوفورد برحلات عمل معاً، بددوا خلالها ملل الرحلة البطيئة بالقراءة جهراً لبعضهما أعمال بيكون Bacon وشكسبير وأرسطو وأفلاطون. ومن خلال هذا النادي الذي كان من أوائل أعضائه سبوفورد الذي أصبح الأمين العام لمكتبة الكونغرس، وأيضاً رذرفورد ب. هايز وسالمون ب. تشيز، كوّن هنري بلاكويل صداقات مديدة مع رجال كان لهم دور بارز في تاريخ أوهايو والولايات المتحدة.

## أشقاؤه
أصبحت شقيقة هنري الكبرى آنا بلاكويل (1816-1900) شاعرة ومترجمة وصحفية، وكانت عضوا في جمعية بروك فارم في عام 1854 ولكنها استقرت في فرنسا بعد ذلك، حيث ترجمت أعمال الاشتراكي الفرنسي فوريه وروايات جورج ساند. كما ساهمت كمراسلة للعديد من الصحف في أمريكا والهند وأستراليا وجنوب أفريقية وكندا.
علّمت ماريان بلاكويل (1818-1897) في سني صباها الأولى في المدرسة، لكنها أصبحت شبه عاجزة وعاشت مع عائلتها واهتمت بباقي أفراد العائلة.
كان أشهر أشقاء هنري إليزابيث بلاكويل (1821-1910) أول امرأة تحصل على إجازة طبية في الولايات المتحدة. أسست في عام 1853 أول مستوصف للنساء والأطفال الفقراء، وفي عام 1857 أسست مع أختها إيميلي ومع ماريا زاكرزيوسكا مستشفى نيويورك للنساء والأطفال المعوزين.
وكان صامويل تشارلز بلاكويل (1823-1901) الذي يكبر شقيقه هنري بعام ونصف، مسؤول حسابات ورجل أعمال، واشتهر جدا بزوج أنطوانيت (براون) بلاكويل أول امرأة سميت وزيرة في الولايات المتحدة ومتحدثة بارزة ومنادية بارزة بحق المرأة بالاقتراع.
كان لهنري 4 أشقاء أصغر منه: إيميلي بلاكويل (1826-1910) والتي كانت الامرأة الثالثة في أمريكا التي تنال إجازة في الطب، كما أنها اشتركت في تأسيس مستشفى نيويورك، وساعدت بتنظيم رابطة المرأة المركزية للإغاثة، التي اختارت ودربت الممرضات للخدمة في الحرب الأهلية.
سارة إيلين بلاكويل (1828-1901) كانت فنانة ومؤلفة وأكثر ما اشتهرت به هو كتابتها لأول ترجمة كاملة لحياة آنا إلا كارول.
(جون) هاوارد بلاكويل (1831-1866) الذي عاد إلى إنكلترا وعمل في تصنيع الحديد مع ابن عم له، ثم انضم إلى شركة شرق الهند. وكانت وفاته بعمر السادسة والثلاثين صدمة لكل افراد العائلة.
جورج واشنطن بلاكويل (1832-1912) الشقيق الوحيد الذي ولد في الولايات المتحدة، أصبح وكيلا للأرض تحت رعاية هنري خلال خمسينيات القرن التاسع عشر، ودرس القانون في نيويورك واستحوذ على عمل أخيه هنري العقاري في نهاية ستينيات القرن ذاته.

## التودد والزواج
افتتن هنري بلوسي ستون عندما سمع خطابها في لقاء مناهض للعبودية في نيويورك في أيار 1853، حيث كانت تجعل جمهورها يذرف الدموع على خطابها الذي عرف باسم «الأم الهاربة». لحق بها إلى ماساشوسيتس وحصل على رسالة تعريف رسمية من وليم لويد جاريسون. ورغم أن لوسي قبلته كصديق، لكنها لم تره مناسبا لأنها آمنت بأن الزواج سيسلبها حرية التصرف بنفسها ويمنعها من متابعة عملها الذي تختاره. لكن هنري الذي لم ترفضه لشخصه، أصرّ على إقناعها بأن الزواج لن يتطلب منها تضحية لا بفرديتها ولا بعملها. فقد آمن بأن الزواج القائم على المساواة سيمكن كليهما من إنجاز أكثر مما يستطيعان لو كانا لوحديهما. وأراد هو أيضا العمل لما فيه خير الإنسانية، لكنه آمن بضرورة انتظاره حتى حصوله على حرية التحكم بوقته وعمله، أي «استقلاله المالي» التي توقع تحقيقها خلال ثلاث سنوات.
ناقش هنري ولوسي خلال مراسلاتهما خلال الصيف طبيعة وأخطاء مؤسسة الزواج وفوائد الزواج الصحيح والمثالي. وفي سبيل أن يثبت كيف يمكنه مساعدة لوسي في تحقيق المزيد، عرض أن ينظم لها جولة لتلقي محاضرات فيها في الغرب (ثم في الولايات الواقعة وسط الغرب، انديانا وإيلينوي، وغرب أوهايو وكينتاكي). قبلت لوسي العرض، وكتب هنري لمعارفه من رجال الأعمال لحجز الصالات ووضع إعلانات في الصحف، وقام شخصيا بطباعة إعلانات وإرسالها بالبريد. ومنذ أواسط تشرين الأول 1853 حتى الاسبوع الأول من كانون الثاني 1854، حاضرت لوسي في حقوق المرأة في أكثر من 10 مدن في 5 ولايات من بينها سينسيناتي ولويسفيل وانديانا بوليس وسانت لويس وشيكاجو. وصفت التقارير الصحفية استقبالها الحافل بأنه من أكبر التجمعات الجماهيرية حتى ذلك الوقت في بعض المدن، بالإضافة لتأثيرها العميق على من سمعها منهم. عبرت لوسي خلال لقاءات حميمة جمعتها مع هنري قبل عودتها شرقا عن امتنانها العميق له لجعله من نجاحها ممكنا، كما عبرت عن عاطفة صادقة. ومع ذلك فقد بقيت مصرة على عدم وضع نفسها في موضع قانوني تحتله كامرأة متزوجة.
ولاستمرار التودد عن بعد بينهما، حول هنري نقاشهما إلى كيفية وضع الاثنين شكلا لزواجهما بغض النظر عن قوانين المجتمع. وبعد 9 أشهر إضافية من المراسلات واللقاءات القصيرة بينهما، التقاها هنري في بترسبورغ في موعد غرامي سري لمدة ثلاثة أيام، قبلت بعده بالزواج منه.
ومن خلال التراسل المستمر بينهما وضعا شروطا لاتفاق خاص يهدف إلى حماية استقلال لوسي المالي وحريتها الشخصية. وكان طرح هنري أن زواجهما سيكون مثل شراكة عمل في الأمور المالية، بصفتهما زوجة وزوجة «مالكين مشتركين لكل شيء ماعدا نواتج أعمالهم السابقة». ولا يحق لأحدهما ادعاء امتلاك أراضٍ للآخر، ولا أي التزامات على تكاليف امتلاك الآخر لهم. وأثناء زواجهما وحياتهما معاً سيتقاسمان مايكتسبانه، وإن اضطرا للانفصال، على كليهما عدم المطالبة بما يكسبه الآخر بعد ذلك. ولكل منهما الحق بأن يوصي بممتلكاته لمن يشاء، إلا إذا رزقا بأطفال. ونصحها هنري أن تؤمن على أموالها بين يدي وصي مؤتمن لإعانتها لاحقا. وافقت لوسي على كل شيء إلا مسألة إعالتها من زوجها، وأصرت على دفع نصف نفقاتهما المشتركة. ورغم رفض هنري الكبير لذلك، إلا أنها بقيت متعنتة برأيها.
اتفق هنري ولوسي بالإضافة للاستقلال المالي على أن كل منها سيتمتع بالاستقلال الشخصي والذاتية. «لا يحق لأحد الطرفين أن يحاول تثبيت مكان الإقامة أو الوظيفة أو عادات الآخر، ولا يلزم أي منهما بالعيش المشترك لمدة أطول إذا لم يكونا متفقين على ذلك كلاهما». ووافق هنري على أن لوسي تختار متى وأين وعدد المرات التي تريد بها أن تصبح أما. وهذه كانت طريقة هنري في الموافقة بأن تتحكم لوسي بعلاقاتهما الجنسية كما أوصى هنري سي. رايت في كتابه «الزواج والأبوة؛ أو، العنصر التناسلي لدى الرجل كوسيلة لارتقائه وسعادته»، الذي أعطته لوسي نسخة منه بوقت سابق وطلبت منه قبول مبادئه التي اعتبرتها مايجب أن تكون عليه العلاقة بين الزوج والزوجة.

## الاحتجاج على قوانين الزواج
قال هنري أيضا بأنه وكجزء من مراسم الزواج «سيرفض كل المزايا التي يمنحها القانون له والتي لا تكون متبادلة بشكل تام، وسيتعهد على نفسه بأن لا ينتفع بها لنفسه تحت أي ظرف». أقيمت حفلة الزواج في منزل لوسي في غرب بوكفيلد، ماساشوسيتس في 1 أيار 1855 وترأس القداس صديقها المقرب وشريك عملها توماس وينت ورث هيغنسون، وخلال الحفل تلا هنري الاحتجاج ووقعا عليه سويا، كما يلي:
بينما نعترف بحبنا المتبادل آخذين على عاتقتنا أمام الجميع علاقة الزوج والزوجة، فنحن مع هذا ولنكون عادلين مع أنفسنا ومع مبدأ عظيم، نعتبر بأن من واجبنا أن نعلن بأن هذا الفعل لا ينطوي من جانبنا على الموافقة أو التعهد بالخضوع الطوعي لمثل قوانين الزواج الحالية لكونها ترفض اعتبار الزوجة كائنا مستقلا وعقلانيا، وتمنح الزوج تفوقا مؤذيا وغير طبيعي، وتكسبه سلطات قانونية لا يجب لأي رجل مبجل أن يمتلكها. ونحن نحتج بالتحديد على القوانين التي تمنح الزوج:
1-الوصاية على شخصية المرأة.
2-التحكم الحصري والوصاية على الأولاد.
3-حيازته الفردية لأملاكها العقارية أو للنفع العائد منها، مالم يوهب لها سابقا أو يوضع بين يدي وصي مؤتمن؛ وذلك كما في حالة القاصرين والبلهاء والمجانين.
4-الحق الكامل بما تنتجه أعمالها الصناعية.
5-أيضا ضد القوانين التي تعطي الأرمل حصة أكبر بكثير ودائمة في أملاك زوجته المتوفاة، مقارنة بما يعطى للأرملة من حصة زوجها المتوفى.
6-وأخيرا ضد كل النظام القائم الذي يعلق الوجود القانوني للزوجة خلال الزواج، ولذا، في معظم الولايات، لا تملك حقا قانونيا في اختيار مكان إقامتها، ولا يمكنها أن تكتب وصية، أو أن تُقاضي أو تُقاضى باسمها هي، ولا أن ترث أملاكاً.
نؤمن بأن الحرية الشخصية والحقوق الإنسانية المتساوية لا يمكن تحصينها، إلا من الجريمة، وبأن الزواج يجب أن يكون شراكة دائمة ومتعادلة وأن يعترف القانون بذلك، وبأنه وحتى الاعتراف الكامل بذلك، يجب على المتزوجين الشركاء أن يتقدموا بأي وسيلة في مقدورهم ضد الظلم الراديكالي لقوانين اليوم.
نؤمن بأن أي مشكلات عائلية تظهر، لا يجب أن ترفع أمام أي محكمة وتحت القوانين السائدة، بل يجب أن تحول جميع المشاكل المنزلية إلى هيئة توفيقية منصفة من الوسطاء الذين يكون اختيارهم متبادلا.
وبهذا، ومع كل الاحترام للقانون، نقدم احتجاجنا على القواعد والعادات التي لا تستحق اسمها لكونها تخرق العدالة، وهي روح القانون.
انتشرت أخبار زواجهما بسرعة عبر البلاد بعد إرسال هيغنسون إعلانا ونسخة من احتجاجهم إلى صحيفة ورسيستر سباي. وفي حين جلبت السخرية والتهكم من بعض المعلقين عليها الذين اعتبروها احتجاجا على الزواج نفسه، فقد ألهمت أزواجاً آخرين ليقوموا باحتجاحات مشابهة كجزء من مراسيم زواجهم.
وفي يوم الأحد 14 أيلول 1857، كان هنري في منزله ليشهد ولادة طفلتهما أليس، التي ولّدتها أخته إيميلي. وبعد سنتين أثناء استقرار العائلة المؤقت في شيكاجو، أجهضت لوسي وفقدا طفلهما.

## أعماله واستثماراته
في كانون الثاني 1856 باع هنري وأخيه سام حصتهما في شركة الخردوات، وانتقلت العائلة بأكملها شرقا. وفي تشرين الأول حصل هنري على منصب لدى سي. ام. ساكسون وشركاه وهو ناشر للكتب الزراعية. وخلال سنته الأولى مع الشركة وبينما كان يسافر عبر الغرب ويبيع الكتب إلى مكتبات المزارعين، وفر للشركة مشروعا جديدا وهو بيع مجموعة من الكتب التي تناسب أن تكون مكتبة أساسية لمدارس المقاطعة. جمع بعد التشاور مع مدراء مدارس إلينوي لائحة من الكتب المناسبة، ورتب الحصول على شروط خاصة من الناشرين، وحصل على عقد من ولاية إلينوي يصرح للشركة ببيع الكتب إلى مدارس المقاطعة.
وبعد حالة الفوضى عام 1857 وتهديدها لاستمرار الشركة، انسحب هنري إلى أن استطاعت الشركة إعادة تنظيم شؤونها. وخلال هذه الفترة عمل هنري مسؤول حسابات لصالح خط فاندربيلت للبواخر. وعندما عاد إلى شركة الكتب في نهاية آب عام 1857، كان أوغستس مور قد حصل على الملكية الكاملة للشركة وأعيد تسميتها لتصبح شركة أ. و. مور. عين مور هنري مسؤولا عن مشروع مكتبات المدارس، وفي ربيع عام 1858 أسس هنري مكتباً في شيكاجو حصل من خلاله على العقود ورتب للدعاية وتراسل مع كل مسؤولي المدارس المئة في بلدات الولاية ووظف وكلاء للتجوال في الولاية. كان مشروع تواصل هنري مع مسؤولي مدارس الولايات الأخرى لإدخال الكتب لديهم ناجحا جدا مما دفع مور لمضاعفة راتبه إلى 3000 دولار. وفي السنة التالية رافقته لوسي مع ابنتهما إلى شيكاجو حيث عاشت العائلة لتسعة أشهر أدار فيها هنري مشروعه مع مكتبات المدارس. وعندما عادوا في خريف العام 1859، دفعت صحة مور المنهارة إلى بيع الشركة وغادرها هنري أيضا.
خلال انتعاش حركة الأراضي في خمسينيات القرن التاسع عشر كانت عائلة بلاكويل بالكامل سماسرة أراضٍ نهمين، فاشتروا قطعاً من الأرض أولا في إلينوي ولاحقا في ويسكنسون وآيوا ومينيسوتا. في كانون الأول 1853 استأجرت مجموعة من رجال الأعمال من سينسيناتي هنري ليكون وكيلا لهم في شراء أجزاء من الأرض مساحتها 640 فدانا في ويسكنسون، حيث كانت تبيعها الحكومة بشروط بسيطة. تلقى هنري كتعويض له عن عمله نسبة عشرة بالمائة من الأراضي التي سجلها. وبحلول وقت زواجه في ربيع عام 1855 كان هنري يملك أكثر من 4800 فدان من أرض ويسكنسون وأراض أخرى اشتراها في أماكن أخرى.
وعندما دخلت لوسي كزوجة إلى العائلة، أصبحت مستثمرة نشطة أيضاً لكنها أبقت ما اشترته وحساباتها منفصلة عما لدى زوجها. في عام 1857 امتلكا بيتا في أوارنج، نيوجيرسي، لكل منهما حصة متساوية فيه، من أجله تاجروا بقطع الأرض في الغرب. ثم باعوه لاحقاً لسداد دفعة أولى من ثمن مزرعة في مونتكلير، نيوجيرسي، وباعوا المزيد من قطع الأرض في الغرب لشراء قطعة مجاورة. افتتح هنري بعد عودتهم من إلينوي عام 1859 شركة عقارية، تمكن من خلالها من بيع قطع الأرض في الغرب مقابل ممتلكات في الشرق، بالإضافة للبيع والشراء لصالح الزبائن. وبهذا أصبح هو ولوسي مالكين لسلسلة من الممتلكات للتأجير. وبينما كانا أثرياء بالأرض، كانا فقراء من حيث النقود، ولذلك قام هنري لجمع المال اللازم لدفع الضرائب والفوائد ببيع الأفران التي يصنعها صديقه في الدعوة لإلغاء العبودية كورنيليوس برامهيل، ثم أصبح بين عامي 1862 و1864 مسؤول حسابات لدى شركة لتكرير السكر التابعة لأحد موظفي والده السابقين.
وفي صيف عام 1864 باع هنري ملكية كبيرة سمحت له إيراداته منها بأن يسدد جميع ديونه بما فيها القرض الذي سحبه مع أخيه جورج لشراء منزل والدتهما، كما اشترى ملكية في مارثا فاينيارد واستثمر قسما كبيرا من أمواله بالسندات الحكومية. أعطت تجارة المزيد من قطع الأرض في الأعوام اللاحقة وعوائد الإيجار لهنري على حد تعبير ابنته «القدرة» التي مكنته من «تكريس نفسه بشكل كامل للقضايا التقدمية التي كانت في داخله دوماً». وحوالي العام 1872 أخبرت لوسي فرانسيس ج. جاريسون بثقة أن باستطاعتها وهنري العيش من مدخولهم، وبذلك «سيعطون  بسرور» وقتهم وجهدهم لدوريّة «وومان جورنال». استمر هنري بالعمل كهاوٍ في الأعمال التجارية التي أهمته. وفي عام 1871 كان جزءا من اللجنة الرئاسية المرسلة إلى سانتو دومينغو لاستكشاف الفروع التجارية التي يمكن ضمها، وحتى بعد فشل ضمها استمر في نشر قاعدة تجارية نموذجية في البلاد. استمر هنري في اهتمامه النشط في تطوير بديل لسكر القصب كوسيلة لمكافحة العبودية في غرب الإنديز. وبعد حصوله على براءة اختراع لطريقة تكرير جديدة، أسس شركة ماين لسكر الشمندر عام 1878. ورغم بداية عملها أرسل تلغرافا للوسي قائلا: «إن صناعة السكر من الشمندر نجاح. قضي على العبوديا في كوبا»، لكنه وجد مع شركائه أنه من الصعب الحصول على كمية كافية من الشمندر اللازم للسكر، وأوقفوا العمل عام 1882.

## العمل من أجل حق المرأة في التصويت
في السنوات الأولى من زواج لوسي وهنري، ساعدها في العمل كلما سمح له برنامج عمله بذلك. حاضر معها في عام 1855في سينسيناتي وحولها خلال الصيف، وساعدها في إدارة مؤتمر حقوق المرأة الوطني الذي عقد في سينسيناتي ذلك الخريف، ورتب لها مشاركات في محاضرات شتوية في ويسكنسون وإنديانا وأوهايو. حاضر معها عام 1856 في المنطقة المجاورة لمكان إقامتهم الصيفية في فيروكوا ويسكنسون. وفي شتاء عام 1857 عندما أتتهم فاتورة الضريبة عن منزلهم الذي اشتروه حديثا في أورانج، نيوجيرسي، رفضت أن تدفع، بناءً على أنه «لا ضرائب دون تمثيل للدافعين». وبعد إرسالهما قطعا من المنزل لبيعها في مزاد علني للقطع المنزلية وذلك لدفع الضرائب وتكاليف المحكمة المرافقة، حاضر هنري وزوجته معا في أورانج عن «فرض الضرائب دون وجود ممثلين للدافعين». وفي هذه الخطابات في شباط من عام 1858 كانت المرة الأولى التي يجادل هنري فيها بأن حق المرأة في التصويت كان أمرا نفعي سياسياً بغض النظر عن أهداف حزب أو مبادئه بقوله: منح المرأة حق الاقتراع سيسمح للجمهوريين بأكثر من مضاعفة تأثيرهم باتجاه إلغاء العبودية، ويسمح للحزب الأمريكي أن يضاعف عدد المقترعين من المواليد الأصليين، ويسمح للديمقراطيين بإعطاء الأصوات للعمال.

## مسائل الإصلاح
في عام 1866، افتتح المؤتمر الوطني لحقوق المرأة -وهو اللقاء الأول من نوعه منذ قبل الحرب الأهلية- الاقتراع لانضمامه إلى الرابطة الأمريكية للحقوق المتساوية AERA للعمل على الحق الشامل للمرأة بالاقتراع، وسمح للسود وللنساء بالتصويت. عمل هنري كأمين لهذه المنظمة خلال فترة وجودها الممتد لثلاث سنوات. وفي شتاء 1866-1867 حاضر هنري ولوسي معا حول الحق الشامل للمرأة بالاقتراع وأسسا اتحادا محليا للحقوق المتساوية في نيويورك ونيوجيرسي. كما سافرا أيضا إلى واشنطن لدعم تشارلز سانر ضد اشتمال التعديل الدستوري الرابع عشر المطروح لكلمة «ذكر»، الأمر الذي قد يعاقب الولايات عند إنكارها حق اقتراع السود، وليس عند إنكارها حق اقتراع النساء. وبسبب الفشل في إقناع سياسيّ الشمال بتوسيع منح حق الاقتراع ليشمل المرأة، نشر هنري رسالة مفتوحة إلى مشرعيّ الجنوب بعنوان: «ما الذي يمكن أن يفعله الجنوب»، يحاجج فيه مجدداً بأن منح المرأة حق الاقتراع أمر نفعي سياسياً بغض النظر عن أهداف أو مخاوف حزب (وهنا أهداف ومخاوف منطقة). استخدم أرقاما تقريبية لعدد الناخبين من الذكور والإناث البيض والناخبين الذكور والإناث السود، وذلك ليحاجج بأن صوت النساء البيض من الجنوب سيعادل الأصوات المجمعة للنساء والرجال السود. وفي ربيع عام 1867 تلقت الرابطة الأمريكية لحق المرأة بالاقتراع AWSA مناشدة للمساعدة من كينساس، حيث سيعرض على الناخبين استفتاءين في الخريف، إحداها لإزالة كلمة «ذكر» من شروط الناخب، وآخر لإزالة كلمة «أبيض». غادر هنري ولوسي من أجل كينساس وافتتحا الحملة، وجالا في الولاية لهذا الأمر لشهرين، أعادوا كل التفاؤل للشرق، وجمعا التمويل لإرسال المزيد من المتحدثين والمنشورات الدعائية.
وبعد عودة هنري ولوسي خاطبوا لجنة من مجلس كونيكتيكيت التشريعي دعما لإزالة كلمة «ذكر» من شروط الناخب في دستور الولاية. كما قام هنري بمهمة خطابية في كنساس في الخريف، بدت فيها الخسارة واضحة. وإبان عودة هنري ولوسي شرقا، حولا اهتمامهما لخلق طلب لحق اقتراع المرأة بمعزل عن نداء الرابطة الأمريكية للحقوق المتساوية من أجل الحق الشامل للمرأة بالاقتراع. وبعد عقدهم لسلسلة من الاجتماعات عن حقوق المرأة عبر نيوجيرسي، دعوا إلى مؤتمر حكومي لتأسيس جمعية حكومية لحق المرأة بالاقتراع. وكان الموضوع الرئيسي بالنسبة لرابطة نيوجيرسي لحق المرأة بالاقتراع التي تأسست في تشرين الثاني 1867 برئاسة لوسي هو استخدام كل الوسائل المتاحة لتأمين حق المرأة بالاقتراع.
وفي مؤتمر الرابطة الأمريكية للحقوق المتساوية في أيار 1868، قدمت لوسي مسودتي التماسين إلى الكونغرس، إحداهما يخص حق المرأة بالاقتراع في مقاطعة كولومبيا ومناطقها، والذي يمكن أن يشرع بقرار من الكونجرس، والثاني يطالب بتعديل منفصل لحق المرأة بالاقتراع في الدستور. وبينما كان الالتماسان يطوفان شرقان وغربا خلال الأشهر اللاحقة، استمر لوسي وهنري بتنظيم حركة حق المرأة بالاقتراع بشكل منفصل عن الرابطة الأمريكية للحقوق المتساوية ومن يقف معها. وفي تشرين الثاني 1868 ساعدوا في تأسيس رابطة إنكلترا الجديدة لحق المرأة بالاقتراع وفي كانون الأول ساعدوا بتنظيم جمعيات حكومية في رود آيلند ونيو هامبشاير. ولإيمانهم بأن أفضل فرصهم لكسب تعديل في دستور الولاية تقع في ماسشوسيتس، ترأس هنري حركة لتشكيل اتحاد الحرية عبر الولاية، وهي منظمة من الرجال الذين تعهدوا بالتصويت فقط لمرشحي المجلس التشريعي الداعمين لحق المرأة بالاقتراع.
وبعد صدور التعديل الدستوري الرابع عشر، بدأ الجمهوريون في الكونغرس بصياغة التعديل الخامس عشر الذي يمنع بشكل صريح الولايات من رفض صوت لشخص أسود. ومجددا سافر هنري ولوسي إلى واشنطن لدعم اشتماله على حق المراة بالاقتراع، وفشلت جهودهم من جديد. وأثناءها أطلقت إليزابيث كادي ستانتون وسوزان ب. أنثوني حملة تعارض أي تعديل للدستور لا يشمل منح الحق للمرأة بالاقتراع، واعتبره كثيرون اعتراضا صريحا على التعديل الخامس عشر. وأدى عدم الاتفاق على التعديل إلى تقسيم مؤتمر الرابطة الأمريكة للحقوق المتساوية في أيار عام 1869. حيث رفض المؤتمر قرارات تعارض التعديل الخامس، وعندما قالت ستانتون وأنثوني بأن الرابطة تتوجه لتصبح جمعية لحق المرأة بالاقتراع، قبل المؤتمر حركتهما على أن تنتظرا إلى مابعد التصديق على التعديل الخامس وعدم الظهور بمظهر الاعتراض.
قامت ستانتون وأنثوني رغم ذلك بعد يومين بتشكيل الرابطة الوطنية لحق المرأة بالاقتراع والتي برزت مباشرة بمعارضتها للتعديل الخامس. وبسبب عدم إعطاء أي إشارة بأن مثل هذه الجمعية يتم تشكيلها، تم تفادي النقاد. ولعدم وجود تمثيل حكومي أو تمثيل للرابطات المحلية لحق المرأة بالاقتراع، لم يعتبر العديد من المنادين القدامى بحق المرأة بالاقتراع بأنها «وطنية» قانونياً. عينت رابطة إنكلترا الجديدة لحق المرأة بالاقتراع لجنة ترأستها لوسي، للدعوة لمؤتمر لتشكيل منظمة لحق المرأة بالاقتراع تكون «وطنية حقا» مع ممثلين من كل ولاية. شكلت الرابطة الأمريكية لحق المرأة بالاقتراع عن طريق مؤتمر وطني تم في كليفلاند، أوهايو في 24 و25 تشرين الأول 1869. صاغ هنري دستورها وانتخب أمين تسجيل.

## دوريّة «وومان جورنال»
أسست رابطة إنكلترا الجديدة أيضا دورية وومان جورنال، وهي صحيفة أسبوعية تعنى بحق المراة بالاقتراع وأصبحت عضوا في رابطات إنجلترا الجديدة وماساشوسيتس والرابطة الأمريكية لحق المرأة في الاقتراع. تبرع هنري بأول 1000 دولار من مبلغ 10000 دولار التي جمعت لتبدأ الصحيفة عملها، وكان واحدا من الأوصياء الثلاثة الذين شكلت الشركة المساهمة المشتركة تحت وصايتهم، وكان دوما مالك الأسهم الأكبر في الصحيفة. وفي عام 1872 أصبح هو ولوسي محررين وحررا الدورية لاحقا، وانضمت لهما ابنتهما أليس في عام1881. استمر هنري بتحرير الدورية بعد وفاة زوجته عام 1893 حتى وفاته عام 1909. ولم يتلقى أية رواتب عن عمله في الدورية التي أصبحت الصحيفة المنادية بحق المرأة للاقتراع صاحبة أطول مدة عمل (1870-1917).

### ناشط حملات وواضع استراتيجيات
كان هنري مسؤولا في الرابطة الأمريكية لحق المراة بالاقتراع لعدة سنوات، وكان من بين مهامه رئاستها عام 1880. كما كان مسؤولا أيضا في رابطة إنجلترا الجديدة ورابطة ماساشوسيتس لحق المراة في الاقتراع التي اشتركت جميعها في مساعيها الحميدة مع دورية وومن جورنال في بوسطن. نال هنري من خلال الانخراط في سياسات الحزب الجمهوري تأيدا قويا لحق المرأة بالاقتراع من الحزب الجمهوري في ماسشوسيتس عام 1872. وبصفته واحدا من أكثر خطباء الجناح الأمريكي تأثيرا، تحدث هنري في جولات منظمة في اجتماعات ومؤتمرات حكومية ومحلية عن حق المرأة بالاقتراع، وفي جلسات استماع أمام المجالس التشريعية الحكومية وفي اللقاءات الدستورية، وفي جلسات استماع أمام لجان الكونغرس. عمل هنري مع لوسي في الكثير من الحملات الحكومية بما فيها كولورادو 1877 ونبراسكا 1882. وبعد الضعف في صحة لوسي الذي منعها من السفر، تابع هنري الحملات بدونها في رود آيلند عام 1887 وجنوب داكوتا 1890. وصف أحد العلماء هذا العمل قائلا: «كان هنري ولوسي في تاريخ نشاطات حركة حق المرأة في الاقتراع أشبه بفريق يماثل إليزابيث كادي ستانتون وسوزان ب. أنثوني». شكرت لوسي هنري على العمل «الكثير والإيثاري الذي قام به من أجل المرأة»، بقولها: «كان القليل من الرجال سيفعلون هذا، تاركين أعمالهم وأصدقاءهم ومتعهم من أجل الأمر».
وضع هنري إستراتيجية الرابطة الأمريكية لحق المرأة للاقتراع AWSA الساعية لحق اقتراع جزئي عن طريق عمل تشريعي. ومع الأخذ بعين الاعتبار أن المجالس التشريعية الحكومية يمكنها أن توطد حقوق المرأة في الاقتراع سواء في الانتخابات البلدية (حق التصويت في انتخابات المدينة) أو في حق الاقتراع في الانتخابات الرئاسية (الحق في انتخاب الرؤساء) من خلال قانون أساسي؛ حاجج هنري بأن كسب مثل هكذا إجراءات قد يكون أسهل من التعديلات الدستورية التي يجب بعد إقرارها في المجلس التشريعي أن يصادق عليها العامة. أشار أيضا أنه لم يكن الكونغرس بحاجة لتعديل دستوري للتوطيد الكامل لحق المرأة بالاقتراع سواء في مقاطعة كولومبيا أو في المناطق. وإيمانا بأن تحقيق مثل هذه الإجراءات سيضعف الجدل المثار ضد تصويت المرأة ويصبح دعامة دائمة في سبيل حق الاقتراع الكامل، أصر هنري على أن «كل نقطة يتم اكتسابها تعد خطوة عظيمة نحو الأمام».
أقامت الرابطة الأمريكية لحق المرأة بالاقتراع حملة واسعة من أجل حق الاقتراع في الانتخابات البلدية والرئاسية، خصوصا خلال الثمانينيات والتسعينيات من القرن التاسع عشر. وبعد دمج الجناح الأمريكي والوطني عام 1890، جُعل هنري رئيسا للجنة الرابطة المتحدة التي تعنى بحق الاقتراع في الانتخابات الرئاسية. وقبل إقرار حق المرأة في الاقتراع في تعديل الدستور الفيدرالي عام 1920، قامت 11 ولاية بإقرار حق الاقتراع الرئاسي، و4 منها منحت حق الاقتراع البلدي في ذات الوقت.
هدفت إستراتيجية أخرى صممها هنري إلى لقاءات دستورية. وفي عام 1889 عندما بدأت مناطق شمال داكوتا ومونتانا وواشنطن صياغة دساتير للولايات للدخول إلى الاتحاد، تحركت الرابطة الأمريكية لحق المرأة بالاقتراع إلى الصحافة لكي يشمل حق المرأة بالاقتراع. لكن هنري أدرك أن فرص النجاح كانت ضئيلة ورسم خطة داعمة وذلك بإقناع الممثلين الداعمين لحق المرأة بالاقتراع أنه إذا كان الفشل مقدرا لأحد بنود حق الاقتراع، أن يضغطو من أجل الحصول على بند يمكن أي تشريع حكومي مستقبلي من توسيع حق الاقتراع ليشمل المرأة من خلال قانون أساسي. نال هنري التأييد على هذه الاستراتيجية من أبرز السياسيين والقضاة في ولايات أخرى، وسافر إلى اللقاءات الدستورية ودعم قادتها وتمكن من إدخال قراره، وحصل على جلسة استماع في كل مرة. ورغم فشل الجهود فقد اقتربت شمال داكوتا ومونتانا جدا من إقرار الأمر.

## وفاته
توفي هنري بالتهاب الأمعاء عام 1909.

## إرثه
ساعدت أليس بلاكويل ابنة لوسي وهنري والديها في تحرير دورية وومان جورنال، وأصبحت من القياديين في حقوق المرأة أيضا وفي حركة الاعتدال في استهلاك الكحول وحظره.

## كتاباته
- «الحقوق المتساوية للاقتراع في مقابل البغي»[58]
- «درس كولورادو» (1877) [59]
- «الإجابة على رفض حق المرأة بالاقتراع»[60]